# Bermudy na Zimowych Igrzyskach Olimpijskich 2014
Bermudy na Zimowych Igrzyskach Olimpijskich 2014 – kadra sportowców reprezentujących Bermudy na igrzyskach w 2014 roku w Soczi. Kadra składa się z 1 zawodnika.

## Skład reprezentacji

### Biegi narciarskie
| Konkurencja   | Zawodnik      | Czas    | Strata   | Miejsce |
| ------------- | ------------- | ------- | -------- | ------- |
| Bieg na 15 km | Tucker Murphy | 49:19,9 | +10:50,2 | 84.     |